# Klein Gischau
Klein Gischau ist ein Ortsteil der Gemeinde Beetzendorf im Altmarkkreis Salzwedel in Sachsen-Anhalt.

## Geographie
Das Dorf Klein Gischau liegt rund fünf Kilometer nordöstlich von Beetzendorf in der Altmark.
Nachbarorte sind Groß Gischau und Valfitz im Nordwesten, Hagen im Nordosten, Stapen im Südosten und Käcklitz im Südwesten.

## Geschichte

### Mittelalter bis 20. Jahrhundert
Klein Gischau wurde 1344 erstmals als slavicalis gyschowe urkundlich erwähnt als Markgraf Ludwig dem Kloster Dambeck Hebungen aus mehreren Dörfern überlässt. Im Landbuch der Mark Brandenburg von 1375 wird das Dorf Wendischen Gischow genannt. Das slawische Dorf gehörte dem Kloster Dambeck. Die Bede ging an die von Bartensleben. Weitere Nennungen sind 1541 Deutsch oder Groß-Gischo, 1573 Grossen Gischow, 1593 Deutzschenn Gießkow, 1608 Teutsch Gischow und 1804 Groß Gischau oder Giskau, Dorf mit 7 Ganzbauern und einem Rademacher.
Die hauptsächlich angebaute Getreideart in der westlichen Altmark war der Roggen. Jedoch auch Hafer und Gerste kamen häufig als Abgaben vor. Klein Gischau zählte zu den wenigen Ortschaften, in denen Weizen als Abgabe erschien.
Das ursprüngliche Rundlingsdorf wurde nach dem Brand im Jahre 1854 baulich stark verändert.

### Kirche
Im Jahre 1541 wurde erstmals eine Kirche im Ort genannt. Am südlichen Ortsausgang stand eine kleine Fachwerkkirche aus dem 19. Jahrhundert. Die Kirche wurde bei einem schweren Sturm während eines Gewitters in der Nacht vom 11. zum 12. Juli 1984 vollständig zerstört. Die große Eiche hinter der Kirche stürzte um und begrub das Kirchengebäude unter sich. Die Eiche stand auf einem Weideland, auf dem sich täglich Schweine tummelten. Unter der Eiche hatte sich eine Suhle gebildet, die letztlich der Eiche den Halt nahm. Die Kirche wurde nicht wieder aufgebaut. Die Kirchengemeinden Klein Gischau und Groß Gischau wurden 1988 zur Kirchengemeinde Gischau vereinigt.
Heute sind der Altar und das Harmonium aus Klein Gischau in der Kirche in Groß Gischau untergebracht.

### Eingemeindungen
Klein Gischau gehörte ursprünglich zum Salzwedelischen Kreis der Mark Brandenburg in der Altmark. Von 1807 bis 1813 lag es im Kanton Beetzendorf auf dem Territorium des napoleonischen Königreichs Westphalen. Nach weiteren Änderungen kam es 1816 in den Kreis Salzwedel, den späteren Landkreis Salzwedel im Regierungsbezirk Magdeburg in der Provinz Sachsen in Preußen.
Am 20. Juli 1950 wurden die Gemeinden Klein Gischau und Groß Gischau aus dem Landkreis Salzwedel zur neuen Gemeinde Gischau zusammengeschlossen.
Am 1. Januar 2004 wurde die Gemeinde Gischau in die Gemeinde Beetzendorf eingemeindet. Die Ortsteile Klein Gischau und Groß Gischau wurden damit Ortsteile von Beetzendorf.

### Einwohnerentwicklung
| Jahr | Einwohner |
| ---- | --------- |
| 1734 | 39        |
| 1774 | 42        |
| 1789 | 20        |
| 1798 | 29        |
| 1801 | 32        |
| 1818 | 30        |

| Jahr | Einwohner |
| ---- | --------- |
| 1840 | 44        |
| 1864 | 78        |
| 1871 | 61        |
| 1885 | 63        |
| 1892 | [00]60    |
| 1895 | 70        |

| Jahr | Einwohner |
| ---- | --------- |
| 1905 | 061       |
| 1910 | [00]064   |
| 1925 | 061       |
| 1933 | [00]060   |
| 1939 | 062       |
| 1946 | 106       |

| Jahr | Einwohner |
| ---- | --------- |
| 1988 | [00]24    |
| 2015 | [00]17    |
| 2018 | [00]16    |
| 2020 | [00]15    |
| 2021 | [00]15    |
| 2022 | [00]15    |
| 2023 | [0]15     |

Quelle, wenn nicht angegeben, bis 1946

## Religion
Die evangelischen Christen aus Klein Gischau hatten früher eine eigene Kirchengemeinde, die zur Pfarrei Beetzendorf gehörte. Sie werden heute betreut vom Pfarrbereich Beetzendorf im Kirchenkreis Salzwedel im Bischofssprengel Magdeburg der Evangelischen Kirche in Mitteldeutschland.